# Sativa Verte
Lisa Marie Fontanarosa (Youngstown, Ohio; 1 de enero de 1985), conocida como Sativa Verte, es una actriz pornográfica estadounidense, nacida en Ohio, Estados Unidos. Empezó su carrera de modelo erótica en 2003. Tiene 149 portadas, 113 fotosets y 36 videos a su nombre hasta 2019.
Usa diferentes alias: Sativa, Sativa Verte y ha modelado para estos sitios prémium de chicas desnudas: ATKARCHIVES, ATKPETITES, ATKPREMIUM, DOMAI, ATKGALLERIA.